# Vuelta a España 2022/4. Etappe
Die 4. Etappe der Vuelta a España 2022 fand am 23. August 2022 statt und war die erste Etappe der 77. Austragung des spanischen Etappenrennens, die im Heimatland der Rundfahrt stattfand. Die Strecke führte von der baskischen Hauptstadt Vitoria-Gasteiz über 153,5 Kilometer nach Laguardia. Nach der Zielankunft hatten die Fahrer insgesamt 546,1 Kilometer absolviert, was 16,6 % der Gesamtdistanz der Rundfahrt entsprach.

## Streckenführung
Nach dem Start verließen die Fahrer Vitoria-Gasteiz in Richtung Norden und absolvierten rund 50 Kilometer auf einem Hochplateau. Hier passierten sie die Seen Urrunaga und Ullíbarri-Gamboa und durchfuhren Legutio und Agurain. Kurz darauf erreichten die Fahrer Opakua (603 m), wo die Auffahrt auf den Puerto de Opakua (1020 m) begann. Dieser Anstieg, der als Bergwertung der 2. Kategorie klassifiziert war, wurde nach 61,5 gefahrenen Kilometern überquert, ehe es bergab nach Contrasta ging. Nach rund 80 gefahrenen Kilometern folgte eine weitere kurze Steigung, die jedoch nicht kategorisiert war. Die Strecke führte nun durch den Parque Natural de Izki, wo ein weiterer nicht kategorisierter Anstieg folgte. Nach 118,3 Kilometern wurde in Lagrán ein Zwischensprint ausgefahren, ehe 23,3 Kilometer vor dem Ziel Urizaharra (747 m) erreicht wurde, wo der Schlussanstieg auf den Puerto de Herrera (1100 m) führte. Dieser war als Anstieg der 3. Kategorie klassifiziert und wurde 15,8 Kilometer vor dem Ziel passiert. Auf der Kuppe wurden neben den Punkten im Kampf um die Bergwertung auch Bonussekunden vergeben. Nun folgte eine längere Abfahrt nach Leza und Navaridas, wo die Straße wieder leicht zu steigen begann und zum Ziel nach Laguardia führte. Die Steigung nahm auf den letzten Kilometern stetig zu und endete auf der Las Cruces Bidea beim Mirador Laguardia auf einer Höhe von 633 Metern.
|                            | Ort               | Kilometer | Länge (km) | Höhe (m) | Ø Steigung |
| -------------------------- | ----------------- | --------- | ---------- | -------- | ---------- |
| Start                      | Vitoria-Gasteiz   | 0         |            |          |            |
| Bergwertung (2. Kategorie) | Puerto de Opakua  | 61,5      | 5,0        | 1020     | 6,9 %      |
| Zwischensprint             | Lagrán            | 118,3     |            |          |            |
| Bergwertung (3. Kategorie) | Puerto de Herrera | 137,7     | 7,3        | 1100     | 4,8 %      |
| Bonussprint                | Puerto de Herrera | 137,7     |            |          |            |
| Ziel                       | Laguardia         | 153,3     |            |          |            |

## Rennverlauf und Ergebnisse
Kurz nach dem Start setzten sich mit Alexei Luzenko (Astana Qazaqstan) und Alessandro De Marchi (Israel-Premier Tech) zwei Fahrer vom Hauptfeld ab. Etwas später kamen James Shaw (EF Education-EasyPost), Joan Bou (Euskaltel-Euskadi), Ander Okamika (Burgos-BH) und Jarrad Drizners (Lotto Soudal) hinzu, womit nun sechs Fahrer in der Ausreißergruppe vertreten waren. Der bestplatzierte Fahrer in der Gruppe war Alexei Luzenko, der einen Rückstand von 46 Sekunden auf den Gesamtführenden Edoardo Affini (Jumbo-Visma) aufwies.
Im Hauptfeld bestimmten die Mannschaften Jumbo-Visma und Bora-hansgrohe die Tempoarbeit und hielten den Rückstand konstant bei rund zweieinhalb Minuten. Auf dem ersten Anstieg des Tages, dem Puerto de Opakua (1020 m) kam es in der Spitzengruppe zu den ersten Angriffen, da auf der Kuppe eine Bergwertung der 2. Kategorie abgenommen wurde, die es den Fahrern ermöglichte, das gepunktete Trikot zu übernehmen. Im Sprint um die Bergpunkte setzte sich Joan Bou vor Jarrad Drizners und Ander Okamika durch und war somit virtuell der neue Führende der Bergwertung. In einer kurzen Gegensteigung rund 80 Kilometer vor dem Ziel fiel zunächst Ander Okamika aus der Fluchtgruppe zurück. Rund 20 Kilometer später konnten auch Joan Bou und Jarrad Drizners dem Tempo ihrer Gefährten in einer weiteren kurzen Steigung nicht mehr folgen, womit noch drei Fahrer an der Spitze des Rennens verblieben. Das Spitzentrio rettete sich gerade noch über den Zwischensprint, der 35 Kilometer vor dem Ziel abgenommen wurde, ehe auch sie vom Hauptfeld gestellt wurden. Hinter James Shaw, Alessandro De Marchi und Alexei Luzenko sicherte sich Mads Pedersen (Trek-Segafredo) die meisten Punkte und verringerte so den Rückstand auf Sam Bennett (Bora-hansgrohe) in der Punktewertung. Kurz darauf hatte Sam Bennett einen technischen Defekt und verlor den Anschluss an das Hauptfeld.
Rund 23 Kilometer vor dem Ziel erreichte das Hauptfeld mit dem Puerto de Herrera (1100 m) den letzten Anstieg des Tages. Bereits auf den ersten Kilometern des Passes wurde der gesamtführende Edoardo Affini vom Peloton abgehängt und verlor somit das Rote Trikot. Mit Chris Froome (Israel-Premier Tech) und Marc Soler (UAE Team Emirates) verloren weitere bekannte Fahrer bereits früh den Anschluss zum Hauptfeld. Auf den letzten Metern des Anstiegs griff der Weltmeister Julian Alaphilippe (Quick-Step Alpha Vinyl) an, musst sich jedoch im Sprint um die Bergpunkte und Bonussekunden Primož Roglič (Jumbo-Visma) geschlagen geben. Platz drei ging an den Australier Jay Vine (Alpecin-Deceuninck), der die letzte Bonussekunde und den verbliebenen Punkt im Kampf um die Bergwertung holte. Etwa 50 Fahrer waren in dem Hauptfeld verblieben, dass nun die Abfahrt in Angriff nahm. Vor der kurzen Schlusssteigung versuchte sich Samuele Battistella (Astana Qazaqstan) vom Hauptfeld abzusetzen, was ihm jedoch nicht gelang. Im Anstieg übernahm zunächst die Mannschaft Movistar die Tempoarbeit, ehe Kenny Elissonde (Trek-Segafredo) den Sprint für seinen Teamleader Mads Pedersen vorbereitete. 200 Meter vor dem Ziel eröffnete Primož Roglič den Sprint und schob sich auf der immer noch ansteigenden Straße an Mads Pedersen vorbei. Der Slowene gewann souverän und sicherte sich neben dem Roten Trikot zehn weitere Bonussekunden. Mads Pedersen erreichte das Ziel als zweiter gefolgt von Enric Mas (Movistar), der vier Bonussekunden holte. Die ersten 12 Fahrer wurden mit der gleichen Zeit gewertet, ehe eine kleine Lücke zur zweiten Gruppe folgte, die sieben Sekunden verlor. Betroffen von dem Zeitverlust waren unter anderen auch Richard Carapaz (Ineos Grenadiers), Simon Yates (BikeExchange-Jayco), João Almeida (UAE Team Emirates) und Miguel Ángel López (Astana Qazaqstan).

Die Gesamtwertung führte nun der Titelverteidiger Primož Roglič mit einem Vorsprung von 13 Sekunden auf seinen Teamkollegen Sepp Kuss (Jumbo-Visma) an. Dahinter folgte das Ineos Grenadiers-Trio Ethan Hayter, Pavel Sivakov und Tao Geoghegan Hart mit einem Rückstand von 26 Sekunden. Die ersten 20 Fahrer der Gesamtwertung waren weiterhin innerhalb von einer Minute klassifiziert. Joan Bou übernahm die Bergwertung von Julius van den Berg (EF Education-EasyPost), während Sam Bennett seine Führung in der Punktewertung verteidigte. Alle 180 gestarteten Fahrer erreichten das Ziel der Etappe.
| \| Etappenergebnis \| Etappenergebnis \| Etappenergebnis \| Etappenergebnis \| Etappenergebnis \| \| Fahrer \| Fahrer \| Land \| Team \| Zeit \| \| --------------- \| --------------- \| ---------------------- \| ---------------------- \| --------------- \| \| 1. \| Primož Roglič \| Slowenien \| Jumbo-Visma \| 3 h 31 min 05 s \| \| 2. \| Mads Pedersen \| Dänemark \| Trek-Segafredo \| + 0 s \| \| 3. \| Enric Mas \| Spanien \| Movistar Team \| + 0 s \| \| 4. \| Quentin Pacher \| Frankreich \| Groupama-FDJ \| + 0 s \| \| 5. \| Pavel Sivakov \| Frankreich \| Ineos Grenadiers \| + 0 s \| \| 6. \| Ben O’Connor \| Australien \| AG2R Citroën Team \| + 0 s \| \| 7. \| Ethan Hayter \| Vereinigtes Königreich \| Ineos Grenadiers \| + 0 s \| \| 8. \| Remco Evenepoel \| Belgien \| Quick-Step Alpha Vinyl \| + 0 s \| \| 9. \| Wilco Kelderman \| Niederlande \| Bora-Hansgrohe \| + 0 s \| \| 10. \| Jai Hindley \| Australien \| Bora-Hansgrohe \| + 0 s \| |                 |                        |                        |                 |
| |                 |                        |                        |                 |
| Quelle: ProCyclingStats |                 |                        |                        |                 |
| Etappenergebnis |                 |                        |                        |                 |
| Fahrer | Fahrer          | Land                   | Team                   | Zeit            |
| 1. | Primož Roglič   | Slowenien              | Jumbo-Visma            | 3 h 31 min 05 s |
| 2. | Mads Pedersen   | Dänemark               | Trek-Segafredo         | + 0 s           |
| 3. | Enric Mas       | Spanien                | Movistar Team          | + 0 s           |
| 4. | Quentin Pacher  | Frankreich             | Groupama-FDJ           | + 0 s           |
| 5. | Pavel Sivakov   | Frankreich             | Ineos Grenadiers       | + 0 s           |
| 6. | Ben O’Connor    | Australien             | AG2R Citroën Team      | + 0 s           |
| 7. | Ethan Hayter    | Vereinigtes Königreich | Ineos Grenadiers       | + 0 s           |
| 8. | Remco Evenepoel | Belgien                | Quick-Step Alpha Vinyl | + 0 s           |
| 9. | Wilco Kelderman | Niederlande            | Bora-Hansgrohe         | + 0 s           |
| 10. | Jai Hindley     | Australien             | Bora-Hansgrohe         | + 0 s           |

## Gesamtstände
| \| Gesamtwertung \| Gesamtwertung \| Gesamtwertung \| Gesamtwertung \| Gesamtwertung \| \| Fahrer \| Fahrer \| Land \| Team \| Zeit \| \| ------------- \| ------------------ \| ---------------------- \| ---------------------- \| ---------------- \| \| 1. \| Primož Roglič \| Slowenien \| Jumbo-Visma \| 11 h 50 min 59 s \| \| 2. \| Sepp Kuss \| Vereinigte Staaten \| Jumbo-Visma \| + 13 s \| \| 3. \| Ethan Hayter \| Vereinigtes Königreich \| Ineos Grenadiers \| + 26 s \| \| 4. \| Pavel Sivakov \| Frankreich \| Ineos Grenadiers \| + 26 s \| \| 5. \| Tao Geoghegan Hart \| Vereinigtes Königreich \| Ineos Grenadiers \| + 26 s \| \| 6. \| Remco Evenepoel \| Belgien \| Quick-Step Alpha Vinyl \| + 27 s \| \| 7. \| Richard Carapaz \| Ecuador \| Ineos Grenadiers \| + 33 s \| \| 8. \| Carlos Rodríguez \| Spanien \| Ineos Grenadiers \| + 33 s \| \| 9. \| Mads Pedersen \| Dänemark \| Trek-Segafredo \| + 34 s \| \| 10. \| Simon Yates \| Vereinigtes Königreich \| BikeExchange-Jayco \| + 51 s \| |                    |                        |                        |                  |
| |                    |                        |                        |                  |
| Quelle: ProCyclingStats |                    |                        |                        |                  |
| Gesamtwertung |                    |                        |                        |                  |
| Fahrer | Fahrer             | Land                   | Team                   | Zeit             |
| 1. | Primož Roglič      | Slowenien              | Jumbo-Visma            | 11 h 50 min 59 s |
| 2. | Sepp Kuss          | Vereinigte Staaten     | Jumbo-Visma            | + 13 s           |
| 3. | Ethan Hayter       | Vereinigtes Königreich | Ineos Grenadiers       | + 26 s           |
| 4. | Pavel Sivakov      | Frankreich             | Ineos Grenadiers       | + 26 s           |
| 5. | Tao Geoghegan Hart | Vereinigtes Königreich | Ineos Grenadiers       | + 26 s           |
| 6. | Remco Evenepoel    | Belgien                | Quick-Step Alpha Vinyl | + 27 s           |
| 7. | Richard Carapaz    | Ecuador                | Ineos Grenadiers       | + 33 s           |
| 8. | Carlos Rodríguez   | Spanien                | Ineos Grenadiers       | + 33 s           |
| 9. | Mads Pedersen      | Dänemark               | Trek-Segafredo         | + 34 s           |
| 10. | Simon Yates        | Vereinigtes Königreich | BikeExchange-Jayco     | + 51 s           |

| Punktewertung | Punktewertung    | Punktewertung          | Punktewertung         | Punktewertung |
| Fahrer        | Fahrer           | Land                   | Team                  | Punkte        |
| ------------- | ---------------- | ---------------------- | --------------------- | ------------- |
| 1.            | Sam Bennett      | Irland                 | Bora-Hansgrohe        | 127 P.        |
| 2.            | Mads Pedersen    | Dänemark               | Trek-Segafredo        | 118 P.        |
| 3.            | Pascal Ackermann | Deutschland            | UAE Team Emirates     | 34 P.         |
| 4.            | Tim Merlier      | Belgien                | Alpecin-Deceuninck    | 34 P.         |
| 5.            | Daniel McLay     | Vereinigtes Königreich | Arkéa-Samsic          | 34 P.         |
| 6.            | Primož Roglič    | Slowenien              | Jumbo-Visma           | 30 P.         |
| 7.            | Ethan Hayter     | Vereinigtes Königreich | Ineos Grenadiers      | 30 P.         |
| 8.            | Enric Mas        | Spanien                | Movistar Team         | 22 P.         |
| 9.            | James Shaw       | Vereinigtes Königreich | EF Education-EasyPost | 20 P.         |
| 10.           | Thomas De Gendt  | Belgien                | Lotto-Soudal          | 20 P.         |

| Bergwertung | Bergwertung         | Bergwertung | Bergwertung            | Bergwertung |
| Fahrer      | Fahrer              | Land        | Team                   | Punkte      |
| ----------- | ------------------- | ----------- | ---------------------- | ----------- |
| 1.          | Joan Bou            | Spanien     | Euskaltel-Euskadi      | 5 P.        |
| 2.          | Primož Roglič       | Slowenien   | Jumbo-Visma            | 3 P.        |
| 3.          | Julius van den Berg | Niederlande | EF Education-EasyPost  | 3 P.        |
| 4.          | Jarrad Drizners     | Australien  | Lotto-Soudal           | 3 P.        |
| 5.          | Thomas De Gendt     | Belgien     | Lotto-Soudal           | 2 P.        |
| 6.          | Julian Alaphilippe  | Frankreich  | Quick-Step Alpha Vinyl | 2 P.        |
| 7.          | Jay Vine            | Australien  | Alpecin-Deceuninck     | 1 P.        |
| 8.          | Thibault Guernalec  | Frankreich  | Arkéa-Samsic           | 1 P.        |
| 9.          | Ander Okamika       | Spanien     | Burgos-BH              | 1 P.        |

| Nachwuchswertung | Nachwuchswertung | Nachwuchswertung       | Nachwuchswertung       | Nachwuchswertung |
| Fahrer           | Fahrer           | Land                   | Team                   | Zeit             |
| ---------------- | ---------------- | ---------------------- | ---------------------- | ---------------- |
| 1.               | Ethan Hayter     | Vereinigtes Königreich | Ineos Grenadiers       | 11 h 51 min 25 s |
| 2.               | Pavel Sivakov    | Frankreich             | Ineos Grenadiers       | + 0 s            |
| 3.               | Remco Evenepoel  | Belgien                | Quick-Step Alpha Vinyl | + 1 s            |
| 4.               | Carlos Rodríguez | Spanien                | Ineos Grenadiers       | + 7 s            |
| 5.               | João Almeida     | Portugal               | UAE Team Emirates      | + 27 s           |
| 6.               | Juan Ayuso       | Spanien                | UAE Team Emirates      | + 27 s           |
| 7.               | Brandon McNulty  | Vereinigte Staaten     | UAE Team Emirates      | + 27 s           |
| 8.               | Sergio Higuita   | Kolumbien              | Bora-Hansgrohe         | + 35 s           |
| 9.               | Gino Mäder       | Schweiz                | Bahrain Victorious     | + 36 s           |
| 10.              | Juan Pedro López | Spanien                | Trek-Segafredo         | + 36 s           |

| Mannschaftswertung | Mannschaftswertung     | Mannschaftswertung           | Mannschaftswertung |
| Team               | Team                   | Land                         | Zeit               |
| ------------------ | ---------------------- | ---------------------------- | ------------------ |
| 1.                 | Ineos Grenadiers       | Vereinigtes Königreich       | 34 h 44 min 29 s   |
| 2.                 | Bora-Hansgrohe         | Deutschland                  | + 35 s             |
| 3.                 | Jumbo-Visma            | Niederlande                  | + 36 s             |
| 4.                 | BikeExchange-Jayco     | Australien                   | + 39 s             |
| 5.                 | UAE Team Emirates      | Vereinigte Arabische Emirate | + 41 s             |
| 6.                 | Trek-Segafredo         | Vereinigte Staaten           | + 43 s             |
| 7.                 | Movistar Team          | Spanien                      | + 44 s             |
| 8.                 | Groupama-FDJ           | Frankreich                   | + 49 s             |
| 9.                 | Bahrain Victorious     | Bahrain                      | + 50 s             |
| 10.                | Quick-Step Alpha Vinyl | Belgien                      | + 1 min 22 s       |

## Trivia
Mit der Übernahme des Roten Trikots stellte Primož Roglič (Jumbo-Visma) einen neuen Rekord auf. Vor ihm hatte noch kein andere Fahrer das Führungstrikot der Vuelta a España 37-mal getragen.